# ディープ・キッチュ
ディープ・キッチュとは松尾貴史(別芸名゛キッチュ゛)の冠番組。関西テレビで1992年の土曜日深夜に放送されていたバラエティ番組である。

## 概要
大小様々な無数のこけしに囲まれた独特なセットで、司会の松尾貴史・高樹澪が視聴者からハガキを紹介し、各コーナーを、女性パネラー(山西惇としやわせマドマアゼルズ)が担当するスタイルで番組が進行した。

話題は開西ローカルなものが多く、ゆるく・シュールで、収録放送であるが、ぶっつけ本番的なグダグダ感満載な深夜番組。

一部に熱狂的なファンを作ったが、放送半年で打ち切りとなった。

同時間帯は松尾貴史がホストのバラエティー番組が続いており、前番組の「すとらびん式」から「ディープキッチュ」、次番組の「知ってどうする！？」まで3番組が継続で放送された。

## コーナー
- 太田と猿のトレンディショップ最前線

太田麻紀子と相棒？のリスザルのミューが、流行のお店を紹介するコーナーだったが、なぜか「喫茶店"ボン"」など、"ボン"の名の付くものばかり紹介した。司会の松尾も「また、ボンかい」と突っ込みを入れる。
- 若本の映画の出窓

和装の若本麻琴が新旧気になる映画を紹介するコーナー。若本の本業はモデルでしゃべりに関しては全くの素人だった。そのため読み間違いやコメントに詰まって無言になる等のクダクダな展開で、毎回まともに紹介することは出来なかった。
- 菅谷の珍妙図鑑

黄色い帽子に赤いランドセルで小学生コスプレの菅谷りえが気になる゛珍妙゛なものを紹介するコーナー。　後半、吉村智樹が「おませな珍妙っ子」としてコーナーロケに参加した。(尚、菅谷は後にGARNET CROWのAZUKI七として活動していた。)
- 田辺のレッツゴー俳句ing

編みタイツとガーターベルトでゴス衣装の田辺綾子が視聴者から来たハガキの俳句を、上の句・中の句・下の句の三つに分けてシャッフルして、一つの俳句にまとめて読むコーナー。　一応、田辺のチャネリングの力で新しい俳句になっている設定で、出来た俳句はMCの松尾が・天・地・人・の三段階で評価する。
田辺綾子の本業は女優で、のちに『ショムニ (テレビドラマ)』等の番組にレギュラー出演する。
- よいこのコント

よいこ（現・よゐこ）のコントコーナー。割り箸に雑誌・写真の切り抜きを貼り付けた人形？を使ったシュールな紙芝居ネタが多かった。
- 管理職ペン画展

ベレー帽を被った画家の格好した幼女のスージー増永が担当。 複数の管理職に動物等を書かせて、増永がどれか好きか選ぶコーナー。

## 出演者

### 司会
- 松尾貴史

視聴者からのハガキを読んだあとに、飛ばしたり、放り投げたりする。
- 高樹澪

毎回、少し奇妙な衣装で登場した。

### レギュラー・準レギュラー
山西惇と しやわせマドマアゼルズ
- 山西惇

Yシャツ・ネクタイに黒い腕カバーという事務職スタイルで番組の進行補佐をした。
- 布施絵理（現・ふせえり）

松尾と夫婦役のコントコーナーがあった
- 太田麻紀子
- 菅谷りえ（現・AZUKI七）
- 田辺綾子
- 若本麻琴
- スージー増永
- よいこ（現・よゐこ）

前番組の「すとらびん式」から継続で出演。
- 吉村智樹
- リスザル　ミュー(メス)
- こけしの皆さん(宮城県鳴子より)
- 金田龍之介(御意見番・初期のみ出演)

## テーマ曲

### オープニングテーマ
- Dance with me／Orleans 1975 U.S.A 　ダンス・ウィズ・ミー／オーリアンズ　1975年アメリカ合衆国

映像提供「しんかい2000」

### エンディングテーマ
- 主夫の生活（モダンチョキチョキズ）

モダンチョキチョキズのファーストシングル「新・オバケのQ太郎 」（1992.06.21）のカップリング曲
ファーストアルバム「ローリング・ドドイツ 」にも収録

## スタッフ
- 構成：倉本美津留・高橋洋二、吉村智樹、鮫肌文殊（古舘プロジェクト）、市川亮
- プロデューサー：澤田直彦
- ディレクター：古江薫
- AD：出口順子
- 制作：エイトプロダクション
- 制作著作：関西テレビ

## 備考
- 満月ポンが番組内で話題となり、珍妙図鑑で菅谷が製造元の松岡製菓に取材を行った。
- 最終回でリスザルのミューがリーサル・ウェポン3のプロモーションで来日していた女優レネ・ルッソの指に噛み付き怪我を負わせるハプニングを起こした。
- 収録は、月2回に2週分を収録、ギャラリーを入れた公開録画形式だった。
- セットに使用した大小のコケシは、番組終了時に出演者・スタッフ・観覧客が持って帰った。この模様が最終回のエンディングで放送された。
- 後番組の「知ってどうする!?」は、松尾貴史と可愛かずみが、司会を務めた。
- 放送時期について、前番組「すとらびん式」ともに1993年放送とのネットでの誤記載が多いが、正しくは1992年である。最終回の太田と猿〜・若本の映画の出窓で特集した「リーサル・ウェポン3」の日本公開時期からも1992年と断定できる。

| 関西テレビ系 土曜日深夜バラエティ枠    | 関西テレビ系 土曜日深夜バラエティ枠           | 関西テレビ系 土曜日深夜バラエティ枠       |
| 前番組                                 | 番組名                                        | 次番組                                    |
| -------------------------------------- | --------------------------------------------- | ----------------------------------------- |
| すとらびん式 （ 不明 - 1992年2月29日） | ディープ・キッチュ （1992年3月7日 - 9月26日） | 知ってどうする!? （1992年10月3日 - 不明） |